# Энергия (хоккейный клуб, Карловы Вары)
«Эне́ргия» (чеш. HC Energie Karlovy Vary) — профессиональный чешский хоккейный клуб из Карловых Вар, выступающий в чешской экстралиге. Домашняя арена «Энергии» — «КВ Арена».

## История
Хоккейная история в Карловых Варах началась с 1932 года, когда несколькими энтузиастами был основан клуб «Славия» Карловы Вары. Домашней ареной ей служил небольшой пруд, известный как Малый Версаль.
В 1948 году в Карловых Варах была построена площадка с искусственным льдом, что значительно повысило уровень команды. В течение нескольких лет «Славия» была лидером чешского хоккея. Наибольшей славы клуб достиг в сезонах 1951/52, 1952/53, 1953/54, 1954/55, когда карловарские хоккеисты сражались в соревновании известном как Чемпионат Республики.
В 1953 году команда была переименована в «Динамо». Большим успехом можно назвать результат 2:3 с московским «Локомотивом» и победу 8:5 над сборной Чешской Республики, при подготовке её к чемпионату мира.
В сезоне 1955/56 многие ключевые игроки понесли тяжёлые травмы и команда выбыла на вторую лигу. Во второй лиге «Динамо» всегда было одной из лучших, но вернуться в первую лигу им так никогда не удалось.
В 1965 году команда была вновь переименована в «Славию». Другая перемена к худшему произошла в конце семидесятых, когда стадион пришёл в упадок и стал не пригоден для игры в хоккей. В городе было решено построить две ледовые площадки. Во-первых, была намечена постройка тренировочной арены, которая была запланирована на 1975 год. Во-вторых, запасная арена, но она так и не была построена. В конце восьмидесятых в зале было проведено освещение. Этот зал находится в Карловых Варах сегодня в качестве основной арены.
В 1990 году на стадионе установили табло, кондиционер, ограждения из оргстекла, одним словом, всё, что не хватало стадиону с самого начала. Большие финансовые нагрузки причинённые клубу и связанные с незаинтересованностью в городе повлекли за собой падение команды до региональных чемпионатов (Примечание: 1) Экстарлига, 2) 1 лига, 3) 2 лига, 4) региональные чемпионаты).
Возрождение пришло в 1991 году, когда клуб получил умелое руководство и щедрого спонсора: компания «Ян Бехер». Название команды было изменено на «Бехеровка». В 1995 году команда стала выступать в первой лиге, а в 1997 году в экстралиге.
В 2002 году пришли новые спонсоры «Соколовский уголь», и команда была переименована в ХК «Энергия».  
В 2008 году клуб добился исторического успеха, став серебряным призёром Экстралиги. 
Через год «Карловы Вары» впервые в своей истории выиграли чешский чемпионат. Лидерами команды были Ондржей Немец, Петр Кумстат и Вацлав Скухравы.
В 2010 году команда приняла участие в межсезонном турнире Кубок Президента Республики Башкортостан в Уфе. На турнире команда заняла 3 место. В первой игре команда уступила челябинскому «Трактору» со счетом 0:3, следующий выиграла у ханты-мансийской «Югры» со счетом 5:1, но последнюю игру крупно проиграла команде-хозяйке турнира хоккейному клубу «Салават Юлаев» со счетом 1:7. Несмотря на не очень удачное выступление, «Энергия» получила огромный опыт игры против сильных команд.
Летом 2011 года молодёжная команда ХК «Энергия» приняла участие в Кубке Мира среди молодёжных клубных команд 2011. Команда пробилась в финал турнира, где сразилась с московской «Красной Армией». Матч закончился разгромом чешского клуба со счетом 7:2.
Начиная с сезона 2012/13 молодёжная команда ХК «Энергия» выступает в Чемпионате Молодёжной хоккейной лиги

. 
В 2015 году из-за финансовых причин клуб приостановил участие своей молодёжной команды в МХЛ.
В 2017 году «Карловы Вары» выбыли из Экстралиги, но уже через год команда вновь вернулась в элитный дивизион, где и выступает в настоящее время.
Самый известный хоккеист, уроженец Карловых Вар — вратарь, двукратный чемпион мира Томаш Вокоун.

## Прежние названия
- 1932 — СК Славия Карловы Вары
- 1951 — РКВ Сокол Славия Карловы Вары
- 1953 — РКВ Динамо Карловы Вары
- 1956 — ДСО Динамо Карловы Вары
- 1965 — ТЕ Славия Карловы Вары
- 1991 — ХК Славия Карловы Вары
- 1994 — ХК Славия Бехеровка Карловы Вары
- 1996 — ХК Бехеровка Карловы Вары
- 2002 — ХК Энергия Карловы Вары

## Достижения
Чемпион Чехии (2008/2009)
 Серебряный призёр чешской экстралиги (2007/2008)

## Чемпионский состав

### 2008/2009
Вратари:  Лукаш Менсатор, Лукаш Саблик
Защитники: Ондржей Немец, Йозеф Ржезничек, Иржи Ганзлик, Петр Мудрох, Михал Добронь, Мирослав Дубен, Якуб Чутта, Роман Прошек, Камил Черны, Франтишек Бомбиц
Нападающие: Вацлав Скухравы, Петр Кумстат, Ян Коштял, Лукаш Пех, Марек Меленовски, Ярослав Кристек, Мартин Затёвич, Милан Прохазка, Петр Сайлер, Франтишек Складаны, Растислав Дей, Милан Глухи, Давид Цукер
Тренер: Йозеф Палечек